# Pakajärvi (sjö i Muonio, Finland)
Pakajärvi är en sjö i Finland. Den ligger i kommunen Muonio i landskapet Lappland, i den norra delen av landet, 800 km norr om huvudstaden Helsingfors. Pakajärvi ligger 226,5 meter över havet. Arean är 41,1 hektar och strandlinjen är 3,22 kilometer lång. Sjön  ingår i Torne älvs huvudavrinningsområde. 